# Begheiu Mic, Timiș
Begheiu Mic este un sat ce aparține orașului Făget din județul Timiș, Banat, România. Numele său istoric este Băsești.

## Localizare
Begheiu Mic se situează în estul județului Timiș, la 3 km sud-vest de orașul Făget. Este traversat de drumul național DN68A Lugoj-Deva. 

## Istorie

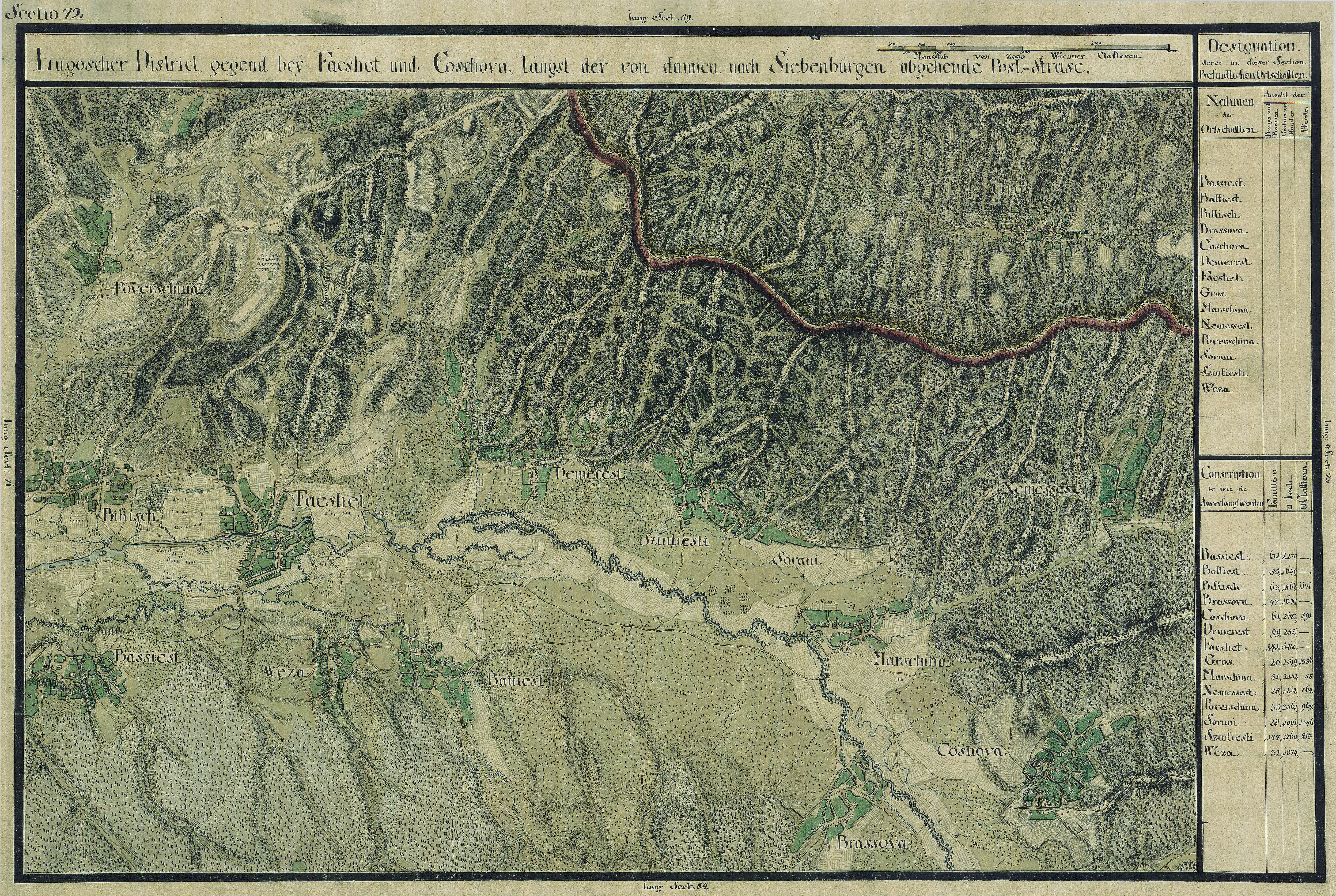
Begheiu Mic în Harta Iosefină a Banatului, 1769-72

Prima mențiune documentară datează din consemnările lui Marsigli din 1690-1700. La conscripția din 1717 avea 20 de case locuite. A fost din totdeauna un sat cu populație românească. Nu a avut mari proprietari precum majoritatea satelor din Banat, ea aparținând de-a lungul secolelor XVIII-XIX de erariu. Din acest motiv hotarul a fost unul destul de limitat și prin urmare locuitorii nu au fost foarte înstăriți. Ei au cumpărat cu timpul propriile parcele de la erariu. După 1964 Băseștiul a preluat pe cale administrativă numele râului Bega, deoarece numele istoric era considerat inestetic.